# Schwebeachse

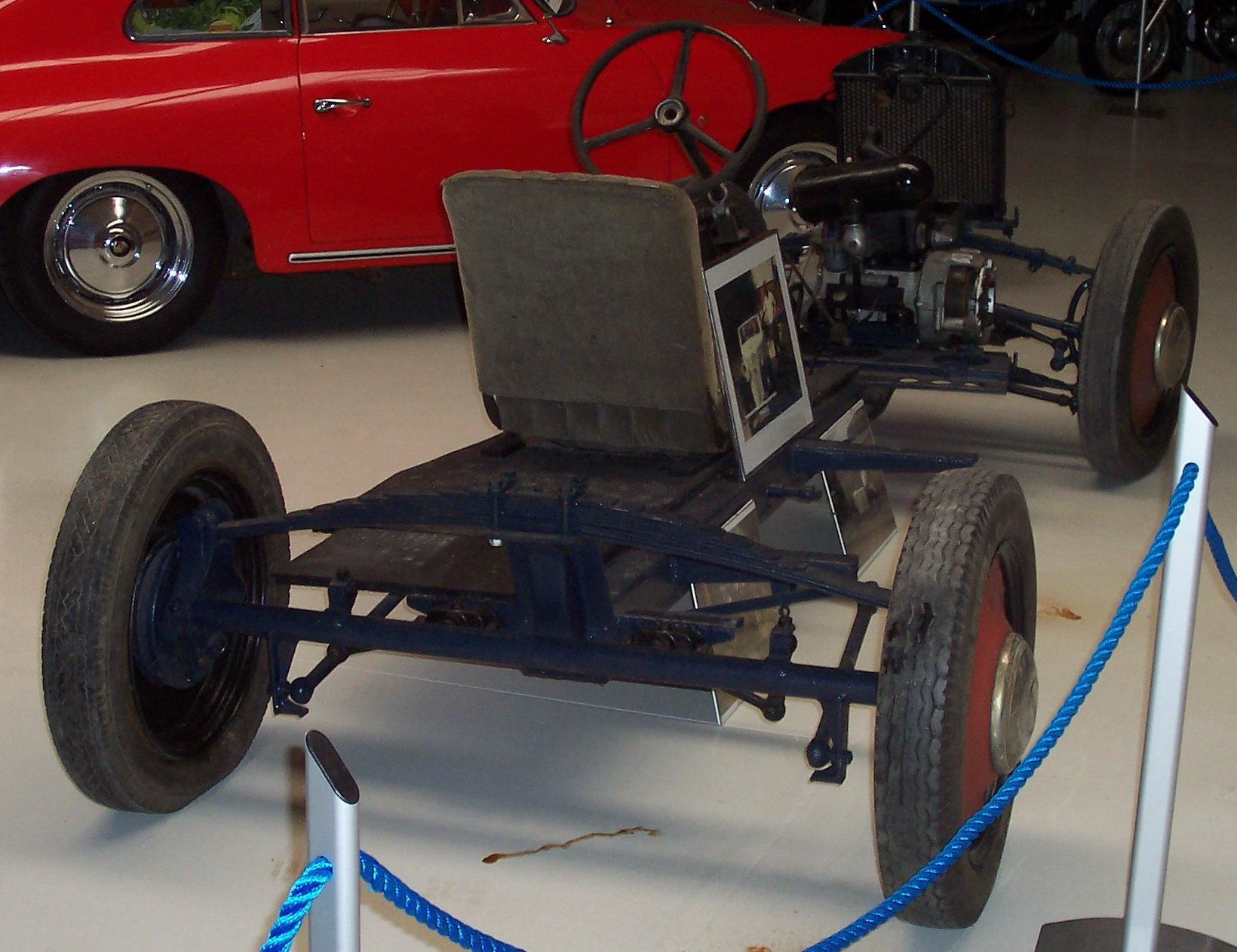
Hintere Schwebeachse eines DKW F 7 (1937)

Die Schwebeachse ist eine Art der Radaufhängung an einem Fahrzeug. Es ist eine Starrachse, die an zwei Längslenkern  und einer hochliegenden Querblattfeder geführt und gefedert ist. Die Konstruktion wurde von den Zschopauer Motorenwerken J. S. Rasmussen (ab Mitte 1932 Teil der neu gegründeten Auto Union AG) entwickelt, die sie ab Oktober 1932 zuerst im DKW 1001 Sonderklasse (DKW 4=8) verwendete.
Die Querblattfeder ist in Höhe des Fahrzeugschwerpunkts mit Auslegern des Achskörpers verbunden; ein Ende in einem Federauge als Festlager, das andere in einem Gleitstein (Loslager). Die Mitte der Feder ist am Chassis befestigt. Mit dieser Konstruktion wird das Wanken (Seitenneigung) in Kurven vermieden oder verringert, weil der Hebelarm, an dem die Fliehkraft den Wagenkasten verdreht, sehr klein oder zu Null wird. Man findet sie sowohl bei angetriebenen als auch bei nicht angetriebenen Hinterachsen, aber auch an Vorderachsen. 
Außer den Vorkriegsmodellen mit Hinterradantrieb DKW 4=8: 1001 Sonderklasse, Schwebeklasse (mit 2 Schwebeachsen) und der im Februar 1937 vorgestellten zweiten Sonderklasse waren Audi 920, Wanderer W 23 und W 24 mit hinteren Schwebeachsen ausgestattet. Weitere Fahrzeuge waren die frontgetriebenen DKW F 5 bis F 8 der 1930er Jahre sowie die Nachkriegsmodelle F 89, F 91 und F 93/F 94 („Großer DKW 3=6“) sowie der IFA F 9 und der Wartburg 311.
Ungünstig ist die große Bauhöhe, die im Motor- und Kofferraum zusätzlichen Platz einnimmt.
Das zugrundeliegende Konstruktionsprinzip stammt aus dem Kutschenbau und war dort weit verbreitet. Der Wagenkasten der Kutsche hängt an Gurten, sein Schwerpunkt liegt tiefer als die Punkte, an denen die Gewichtskräfte in die Baugruppe Feder/Achse eingeleitet werden. Infolgedessen bewirkt die Fliehkraft, das sich der Wagenkasten „in die Kurve legt“.
Bei den spanischen Talgo-Schlafwagen gibt es eine ähnliche Konstruktion: Die Ausleger an den Achsen ziehen sich bis über die Mitte des Wagenkastens, der sich deshalb in Kurven nach innen neigt.